# Phaeno
El Centro de Ciencias Phaeno es un edificio cultural situado en Wolfsburgo, Alemania. Fue diseñado por la arquitecta iraquí Zaha Hadid, quien ganó en el 2000 la competición para su construcción, e inaugurado en 2005.

## Contexto urbano
Su emplazamiento corresponde con el final de una cadena de edificios culturales importantes, realizados por Alvar Aalto, Hans Scharoun o Peter Schweger, al tiempo que conecta con la orilla norte del Mittelland Kanal, donde se encuentra la “Autostadt” de la empresa Volkswagen. Numerosas vías de comunicación, tanto peatonales como de vehículos, pasa por la zona o incluso a través del propio edificio. Como el espacio más voluminoso, la Exhibición, está elevado del suelo, se crea una plaza pública cubierta donde se desarrollan diferentes actividades comerciales y culturales, al tiempo que permite una visión diagonal del los diferentes del espacio de exhibición. Un conducto acristalado, continuación del Stadtbrücke (puente de la ciudad), permite la visión del espacio de exposición.

## Diseño y construcción
Fue construido por la empresa Neuland Wohnbaugesellschaft mbH para la ciudad de Wolfsburgo, siendo su usuario la Fundación Phaeno. Tiene una superficie construida de 12 000 m², que albergan 9 000 m² de espacio de exhibición. Hay además un aparcamiento subterráneo de 15 000 m².
La edificación trata de crear una conjunto de espacios complejos, dinámicos y fluidos, que incluye suaves ondulaciones de colinas artificiales, valles creados bajo la estructura elevada principal o falsos cráteres en el suelo del museo, así como espacios iluminados por luz natural y embudos que los comunican. El interior no presenta ángulos rectos.
El Centro de Ciencias Phaeno tiene una apariencia exterior intencionadamente misteriosa que mueve a la curiosidad, que hace que el observador se encuentre con una complejidad y rareza aparente que sin embargo obedecen a una organización estructural muy específica. En respuesta al debate suscitado por la complejidad del edificio, Zaha Hadid declaró: «Nadie opina que el paisaje es extraño porque lo creó Dios; pero si lo hago yo, la gente empieza a pensar en lo extraño que es».